# 三河市
三河市（さんが-し）は中華人民共和国河北省廊坊市に位置する県級市。

## 歴史
619年（武徳2年）、唐朝により設置された臨泃県を前身とする。627年（貞観元年）に一旦廃止されたが、716年（開元4年）に三河県と改称され再設置された。五代十国時代には後梁により廃止されたが、後唐により再設置された。1993年3月に県級市に昇格し、三河市と改編され現在に至る。

## 行政区画
- 街道:鼎盛東街道、泃陽西街道、行宮東街道、迎賓北路街道、燕順路街道、康城街道
- 鎮:泃陽鎮、李旗荘鎮、楊荘鎮、皇荘鎮、新集鎮、段甲嶺鎮、黄土荘鎮、斉心荘鎮、高楼鎮、燕郊鎮

## 出身者
- 厳修 - 清末民初の教育家。南開大学の創設者。